# لجنة بيل

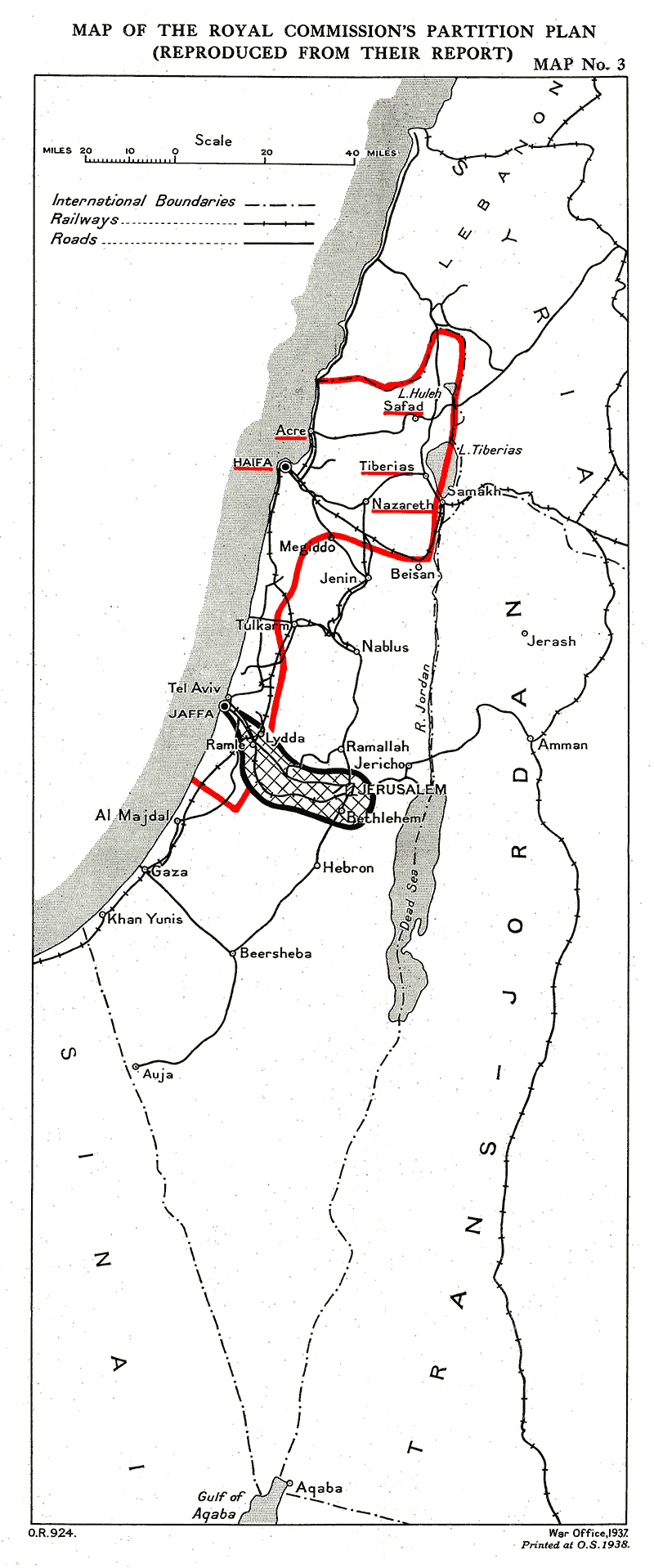
مقترح التقسيم وفق لجنة پيل. الدولة اليهودية المقترحة محاطة بالخط الأحمر، بينما القدس تبقى تحت الانتداب البريطاني، والباقي للدولة العربية.

لجنة بيل (بالإنجليزية: Peel Commission) وتعرف رسميا باسم اللجنة الملكية لفلسطين كانت لجنة تحقيق ملكية بريطانية رفيعة المستوى نظمت لاقتراح تغييرات على الانتداب البريطاني على فلسطين في أعقاب اندلاع الثورة العربية في فلسطين 1936-1939. كان يرأسها الإيرل پيل (بالإنجليزية: Earl Peel) وهو عضو المجلس الخاص للمملكة المتحدة، ووزير الدولة البريطاني لشئون الهند سابقا.
في 11 نوفمبر/تشرين الثاني 1936 وصلت اللجنة فلسطين للتحقيق في الأسباب وراء الانتفاضة، وعادت إلى بريطانيا في يناير/كانون الثاني 1937. تضمن تقرير اللجنة الذي نشر في 8 يوليو/تموز 1937 اقتراحًا بإنشاء ثلاث أقاليم في فلسطين، إقليم تحت الانتداب البريطاني يضم القدس وبيت لحم وممرا إلى يافا على البحر المتوسط، ودولة يهودية في الجليل، والجزء الأكبر من السواحل الغربية، على أن يتحد باقي فلسطين مع شرق الأردن ويكونان دولة عربية.
ويعد اقتراح اللجنة الملكية أول طرح لفكرة تقسيم فلسطين، ويعد مقدمة لسلسلة مستمرة من مشاريع التسوية التي دعمتها الدول الكبرى والتي تركز على تأسيس دولة لليهود في إقليم فلسطين، وتوفير أسباب البقاء لها، دون اعتبار للأغلبية العربية.

## خلفية تاريخية

### الثورة الفلسطينية 1936
منذ بداية الاحتلال البريطاني لفلسطين عام 1918، مع توالي هجمات قوات الحلفاء على الدولة العثمانية خلال الحرب العالمية الأولى، عملت بريطانيا على تنفيذ وعد بلفور 1917، خاصة وأن مؤتمر الصلح بباريس 1919 الذي شارك فيه ممثلو المنظمة الصهيونية العالمية، قد تمخض عن عدة معاهدات اعترفت فيها تركيا بتقسيم منطقة سوريا بين بريطانيا وفرنسا كسلطتي انتداب تنفيذا لاتفاق سايكس - بيكو 1916.
ومنذ بداية الانتداب البريطاني على فلسطين عام 1922 وفق مقررات مؤتمر سان ريمون شجعت حكومة فلسطين البريطانية الهجرة اليهودية إلى فلسطين، بالتزامن مع تشجيع نقل ملكية الأراضي والحيازات إلى المهاجرين اليهود، وذلك لتوفير أهم عناصر قيام الكيان اليهودي في هذا القطر العربي، وهي الشعب والإقليم، تنفيذا لصك الانتداب البريطاني على فلسطين.
تعددت ثورات عرب فلسطين رفضا للانتداب البريطاني وما تمخض عنه خاصة مع تزايد أعداد اليهود في فلسطين بفعل الهجرة اليهودية، منها انتفاضة موسم النبي موسى 1920، وثورة يافا 1921، وثورة البراق 1929، وإحتجاجات فلسطين عام 1933 وثورة عام 1936. وشملت المطالب الفلسطينية في البداية مطلب الوحدة مع سوريا حيث إن إقليم فلسطين (الذي عرف بسوريا الجنوبية) يعد الجزء الجنوبي من إقليم سوريا (الذي عرف ببلاد الشام طيلة العهود الإسلامية، وخلال العهد العثماني الممتد حتى 1917). ولاحقا اقتصرت المطالبات على الاستقلال الوطني، ومنع الهجرة اليهودية وانتقال الأراضي، بعد أن اتخذت بعض النظم العربية فكرة الوحدة سبلا للتوسع الإقليمي على حساب الشقيقات العربية.
مع تعدد الثورات الفلسطينية ضد الاحتلال البريطاني، وضد الإرهاب الذي تمارسه المنظمات الصهيونية، تعددت اللجان التي شكلتها بريطانيا لدراسة إجراءات حكومتها في فلسطين، وتقديم التوصيات، مع محاولة احتواء هذه الثورات، وصرفا لنشاط السكان، مثل لجنة شو عام 1929، ولجنة جون هوب، ولجنة لويس فرنش 1931، ولجنة كروسبي.
بدأت الثورة الفلسطينية لعام 1936 بإعلان الإضراب الشامل في 20 نيسان / أبريل، وتأسست خلالها اللجنة العريبة العليا التي ضمت جميع الأحزاب الفلسطينية آنذاك، ورأسها الحاج أمين الحسيني، مفتي فلسطين، والتي دعت إلى استمرار الإضراب حتى تحقيق ثلاثة مطالب: وقف الهجرة اليهودية – منع انتقال الأراضي إلى اليهود – تشكيل حكومة وطنية. وبالفعل استمر الإضراب مدة 178 يوما، ليصبح أطول إضراب عام في التاريخ، واستمرت معه أشكال العصيان المدني والنضال المختلفة، حتى لجأت بريطانيا إلى الحكام العرب للتوسط لإقناع الشعب الفلسطيني بوقف الثورة.
وجه عاهل السعودية الملك عبد العزيز آل سعود، نيابة عن الحكام العرب، برقية إلى اللجنة العربية العليا في أكتوبر/ تشرين الأول 1936 تدعوهم إلى «الإخلاد للسكينة حقنا للدماء، اعتمادا على حسن نوايا الصديقة بريطانيا ورغبتها المعلنة في تحقيق العدل». واستجابت القيادة الفلسطينية، وتوقف الإضراب، مع إعلان بريطانيا قدوم اللجنة الملكية.

### تصاعد المطالب الصهيونية بإقامة دولة في فلسطين
صدر وعد بلفور البريطاني في نوفمبر 1917م وتضمن دعم المملكة المتحدة «للأماني الصهيونية بإنشاء وطن قومي لليهود في فلسطين»، وبعدما تحول الاحتلال العسكري إلى انتداب بريطاني عام 1922، ضمنت الوعد في صك الانتداب الذي أصدرته عصبة الأمم، فاعتبر بذلك وثيقة دولية.
ورغم أن التنفيذ البريطاني لصك الانتداب كان يتم على قدم وساق، خاصة بعد إنشاء الوكالة اليهودية في فلسطين عام 1929، وبفضل إصدار القوانين التي تسهل عملية انتقال الأراضي من العرب إلى اليهود، فقد كانت المنظمات الصهيونية تضغط باستمرار لمضاعفة وتيرة الهجرة وانتقال ملكية الأراضي من العرب، بما يتيح زيادة نسبة اليهود بين سكان فلسطين بما يكفي لإقامة دولة يهودية. فلم يعنيها سياسة التريث البريطاني المدفوعة بالخشية من تأثير الدعم الصريح للصهيونية على علاقات المملكة المتحدة مع الحكام العرب وعلى استمرارية وجودها في مصر وفي قناة السويس بالتحديد، كما كانت دوما على استعداد لنقل ثقلها إلى القوة الأمريكية الناشئة على الساحة الدولية.

## عمل اللجنة
في نوفمبر/تشرين الثاني 1936، باشرت اللجنة الملكية عملها في القدس، التي اتخذتها مقرا لها، بالاستماع إلى إفادات 60 شاهدا في جلسات عامة، و53 شاهدا في 40 جلسة خاصة، بحسب الموسوعة الفلسطينية نسخة محفوظة 4 نوفمبر 2021 على موقع واي باك مشين..
ورغم أن اللجنة العربية العليا كانت قد قررت مقاطعة اللجنة الملكية البريطانية بسبب تصريحات المسؤولين البريطانيين التي دعمت استمرار الهجرة اليهودية قبيل وصول اللجنة إلى فلسطين، فقد ألغت قرارها السابق، بعد ضغوط حكام العرب، وأذاعت بيانا يدعو إلى التعاون مع اللجنة الملكية.
في يناير 1937، مثلت اللجنة العربية العليا أمام اللجنة الملكية، وأدلى رئيسها الحاج أمين الحسيني بشهادة حول مطالب عرب فلسطين بالاستقلال وإقامة دولة عربية، وعندما سئل عن مصير اليهود المتواجدين في أرض فلسطين في حال قيام دولة عربية، قال بأن الفلسطينيين سيحمون حقوق غيرهم شأنهم شأن سائر العرب والمسلمين في دولهم التي تضم سكانا ذوي قوميات عرقية أو دينية متعددة.
بعد أن قضت لجنة پيل شهرين في فلسطين، عادت إلى بريطانيا، حيث استمعت إلى مزيد من الإفادات في جلسات عامة وخاصة (منها شهادة زعيم الحركة الصهيونية آنذاك، حاييم وايزمان). ولم يصدر تقرير اللجنة الملكية إلا في يوليو/ تموز 1937 -أي بعد حوالي 6 أشهر من مغادرتها فلسطين.

## تقرير اللجنة
جاء تقرير اللجنة الملكية البريطانية حول فلسطين في آکثر من 400 صفحة، وخلص إلى أن بنود الانتداب غير عملية ولا يمكن فرضها إلا بقمع السكان العرب، واقترحت بعض التعديلات لهدئة خواطر الطرفين، ومن ثم أوصت اللجنة بتقسيم البلاد إلى مناطق كانتونات وبمنح اليهود أجزاء يحكمونها ذاتيا، مع الاحتفاظ بالإدارة البريطانية في القدس، على أن يتم توحيد القسم الباقي مع شرق الأردن.
أرفقت اللجنة تقريرها بخريطة اقترحت فيها إعطاء الدولة اليهودية جميع منطقة الجليل والسهل الساحلي الغربي باستثناء منطقة يافا التي ستبقى مع القدس وبيت لحم والناصرة تحت الانتداب البريطاني، وحددت مساحة هاتين المنطقتين بدقة، بينما تركت الباقي المخصص للعرب دون تحديد بما يشمل القسم الأكبر من فلسطين مع شرق الأردن. واعترفت اللجنة أيضا بأن توصياتها لا تكفي لمواجهة أسباب الثورة، فدعت إلى عدم التردد في فرض الحكم العسكري وانتهاج أسلوب العنف في حال تجددها.[بحاجة لمصدر]

## ردود الأفعال على التقرير
نددت اللجنة العربية العليا بتقرير پيل وبخطة التقسيم وأصرت على الاحتفاظ بفلسطين دولة موحدة. وفي سبتمبر 1937 عقد مؤتمر في بلودان بسوريا حضره 400 مندوب وقرر المؤتمر أن فلسطين جزء من الوطن العربي ولايمكن التنازل عن أي جزء منها. وقال المؤتمر إن على بريطانيا أن تختار بين صداقة العرب وصداقة اليهود.
أجمع المؤتمر الصهيوني العشرون الذي انعقد في زيوريخ في 17 آب 1937 على رفض ما خلصت إليه لجنة بيل من أن الانتداب غير عملي، وكذلك على رفض الحدود المقترحة، ولكنه انقسم في موضوع التقسيم نفسه، فوكل لجنته التنفيذية للدخول في مباحثات مع بريطانيا لمناقشة خطة التقسيم التي ستعرضها الدولة المنتدبة، لتحال الخطة المقترحة إلى مؤتمر جديد يصدر قرارا بشأنها. أما مجلس الوكالة اليهودية فقد اجتمع بعد المؤتمر الصهيوني مباشرة، وأصدر توصيات مشابهة، وأضاف قراراً يطالب الحكومة البريطانية بعقد مؤتمر يضم يهود وعرب فلسطين للبحث في تسوية سلمية في فلسطين غير مقسمة، على أساس تصريح بلفور والانتداب.
بعد أن درست لجنة الانتدابات الدائمة التابعة لعصبة الأمم تقرير پيل قررت في سبتمبر 1937 تخويل الحكومة البريطانية تهيئة خطة مفصلة لتقسيم فلسطين، وأجّلت البت في جوهر اقتراح التقسيم إلى حين تقديم هذه الخطة.
في أكتوبر 1937، أصدرت بريطانيا قرارا بحل اللجنة العربية العليا وبدأت ملاحقة رئيسها وأعضائها، حتى اضطر الحاج أمين الحسيني إلى مغادرة فلسطين إلى بيروت واتخاذ دمشق كمقر لقيادة الثورة وتموينها ومد المقاتلين بالسلاح والمال.
في يناير 1938، شكل مجلس الوزراء البريطاني لجنة جديدة برئاسة جون وودهيد لمراجعة خطة التقسيم بالتفصيل وللتوصية بخطة عملية أكثر، مع قبول مبدأ التقسيم.

## تخلي بريطانيا عن فكرة التقسيم مؤقتا
استأنف الفلسطينيون ثورتهم بقوة بعد أن أكدت فكرة التقسيم مخاوفهم بشأن السياسة الاستعمارية البريطانية، وفي المقابل، لجأت بريطانيا إلى عنف أشد لقمع هذه المرحلة الثانية من الثورة. ولكنها اضطرت تحت تأثير الضغط الثوري الذي امتد من سبتمبر 1937 إلى سبتمبر 1939 إلى التخلي عن مشروع پيل للتقسيم بعد صدور تقرير لجنة وودهيد الذي أعلن عدم إمكانية تطبيق اقتراح اللجنة الملكية حول التقسيم، وطالب بإلغائه.
وحاولت الحكومة البريطانية تقديم وجهة نظر تهدف إلى احتواء الثورة الفلسطينية التي نشبت آنذاك في جبال فلسطين فانتهت إلى ادعاء رفض التقسيم حيث إن المصاعب الإدارية والسياسية والمالية التي تتضمنها عملية التقسيم من شأنها أن تجعل فكرة التقسيم غير عملية، وعليه فقد قررت الحكومة البريطانية بذل الجهود لخلق تفاهم أكبر بين العرب واليهود عن طريق الدعوة لعقد مؤتمر يحضره ممثلو الوكالة اليهودية وممثلو عرب فلسطين والدول العربية المجاورة للتباحث حول «سياسة المستقبل»، وضمنها موضوعات الهجرة إلى فلسطين «فإذا لم تتوصل الأطراف إلى اتفاق خلال فترة معقولة، فإن الحكومة البريطانية ستتخذ قرارها الخاص».
مع تصاعد الثورة الفلسطينية، وإزاء تصاعد التوتر مع ألمانيا، التي استغلت القمع البريطاني العنيف للثورة الفلسطينية في الدعاية المضادة، أصدرت بريطانيا الكتـاب الأبيض لمـايو 1939. وقرَّرت هذه الوثيقة أن اتساع الوطن اليهودي دون ضوابط «سيعني الحكم بالقوة»، ولذلك «فإن الحكومة البريطانية قررت ألا تسمح باتساع هذا الوطن ـ عن طريق قبول المزيد من المهاجرين ـ إلا إذا قبل العرب ذلك، وعليه فإن حجم الهجرة الكلي ســيحدد خلال السـنوات الخمـس التالية بـ 75,000 مهاجــر، وهو ما يجعل العـدد الكـلي لليهود في فلســطين حوالي ثلث إجمالي عدد الســكان. وبعد نهاية السـنوات الخمس، لن يُسمَح بالمزيد من الهجرة في حالة رفض العرب ذلك».